# Dicranum viride
Dicranum viride là một loài Rêu trong họ Dicranaceae. Loài này được (Sull. & Lesq.) Lindb. mô tả khoa học đầu tiên năm 1863.

## Hình ảnh

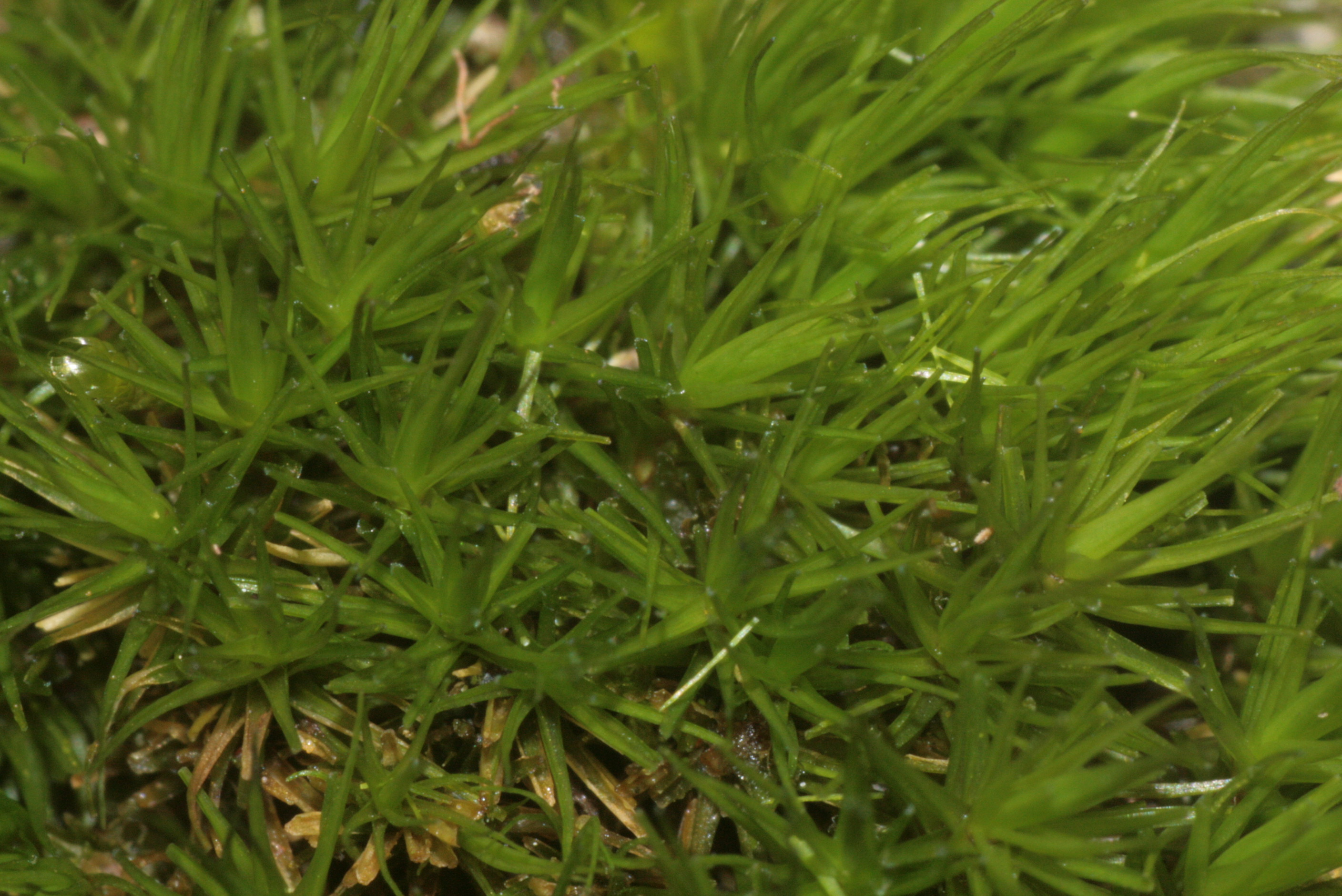
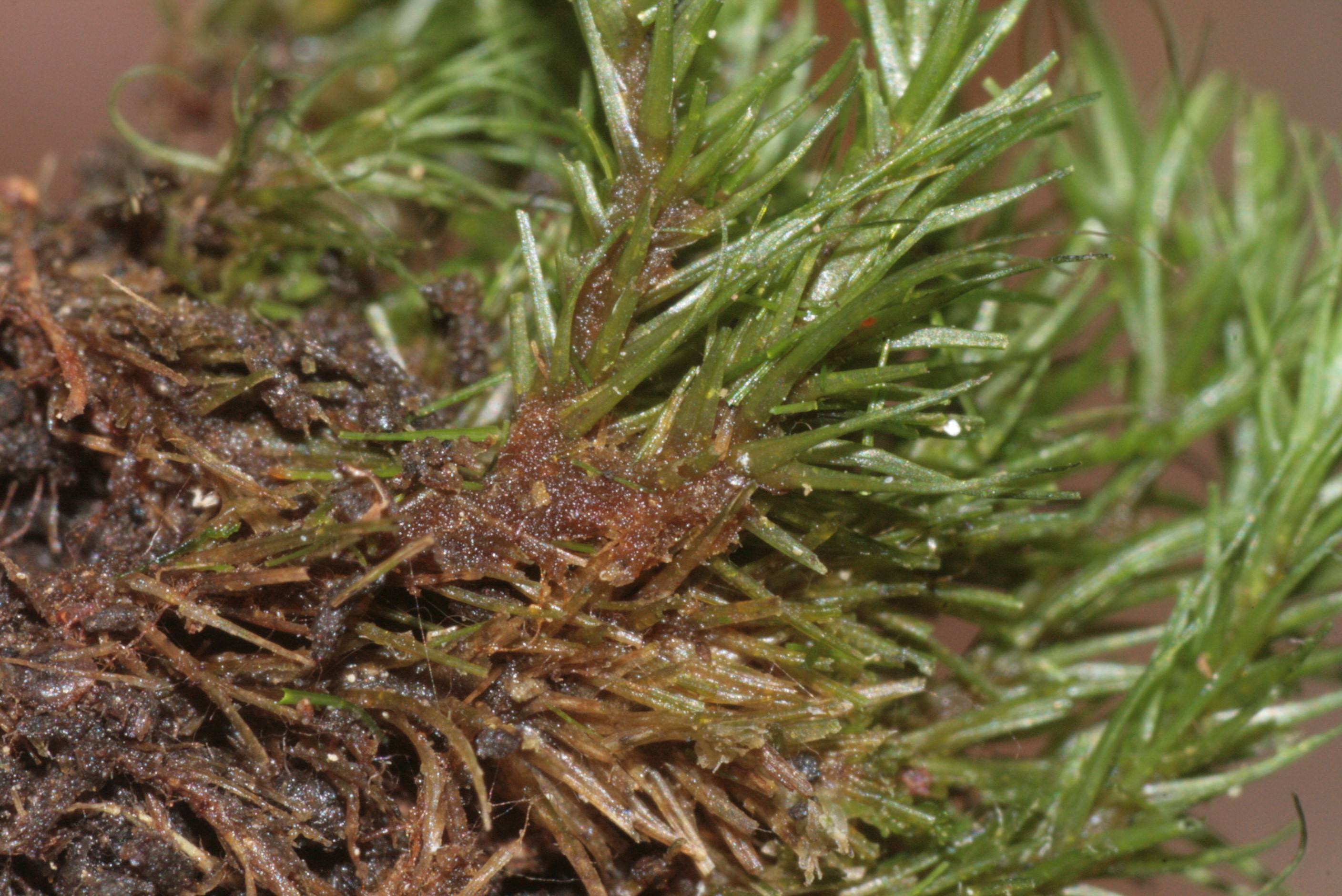
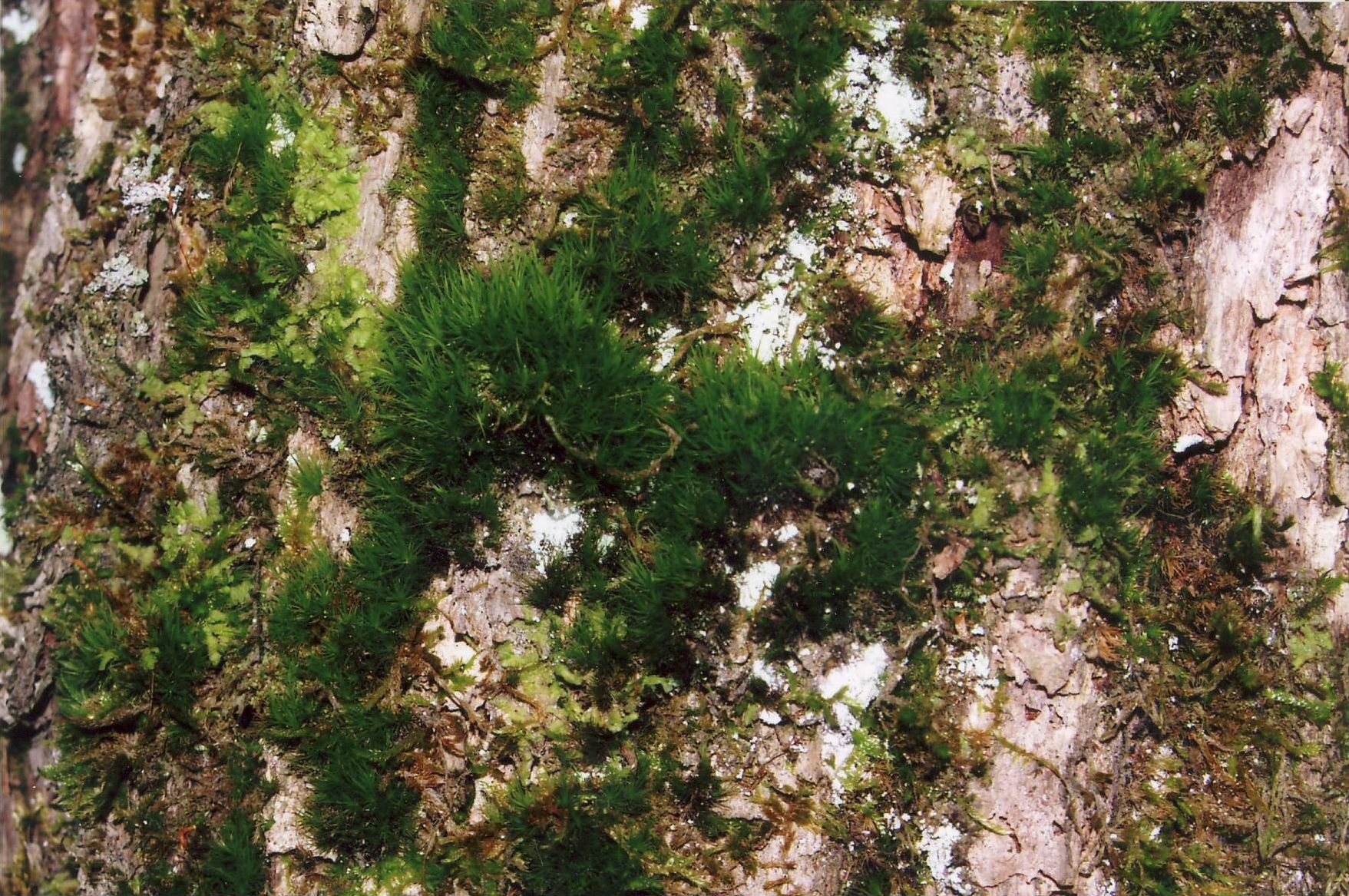
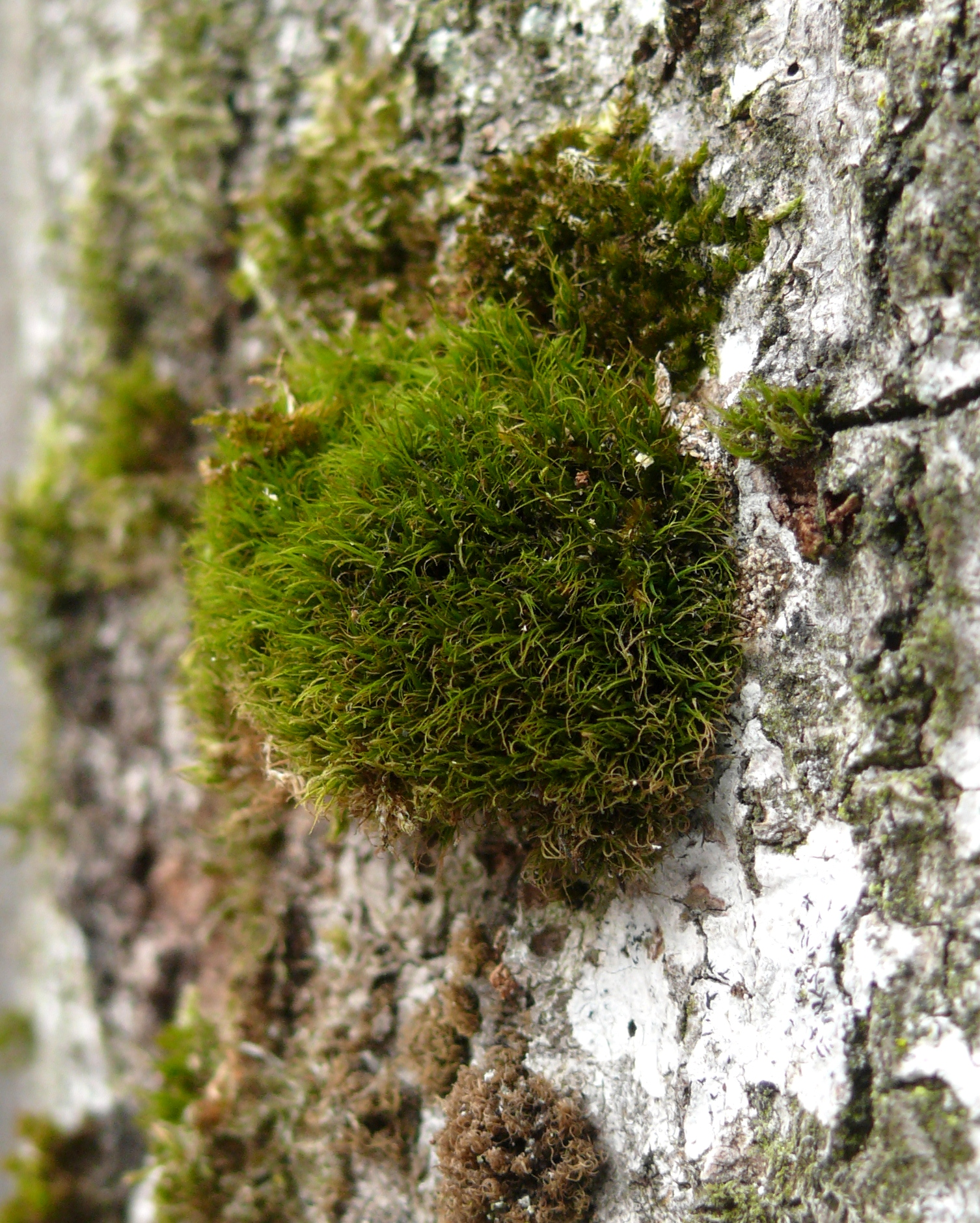